# منامة (عجمان)
المنامة ملحقة إمارة عجمان بدولة الإمارات العربية المتحدة. وتبعد 60 كم من مدينة عجمان باتجاه الشرق ويمر الطريق عبر إمارتي الشارقة والفجيرة. يوجد بمنطقة المنامة سهل مليء بالحصى والرمال وتتميز منطقة المنامة بالطبيعة الخلابة حيث تضم الجبال العالية والغنية بالمغنسيوم والكروم وأحجار البناء وتشتهر وديانها بالخصوبة والمحاصيل الزراعية المتميزة. اشتهرت ملحقة المنامة في ستينات وسبعينات القرن العشرين بإصدار طوابع بريدية جميلة لهواة جمع الطوابع كمصدر للدخل للواحة غير المنتجة للبترول.
في التعداد السكاني لعام 2017، كان عدد سكان المدينة 5823 نسمة على مساحة 25.73 كيلومتر مربع، وهو ما يتوافق مع كثافة سكانية تبلغ 226.3 لكل كيلومتر مربع.

## تاريخ
كانت المنامة في مطلع القرن العشرين قرية مكونة من سبعة أو ثمانية منازل من قبيلة الشرقيين. نمت أهميتها بعد انهيار صناعة اللؤلؤ في أواخر عشرينيات القرن الماضي، حدّد حاكم عجمان، الشيخ راشد النعيمي، المنامة كمنطقة يمكن تطويرها على أنها «سلة خبز» في عجمان، واستثمر في زراعة عدد من المحاصيل، بما في ذلك أشجار الببايا والليمون. كانت المنامة أيضًا مصدرًا لنوعين مميزين من العسل البري مع أشجار السدر والسمر مما يوفر تدفقات موسمية من العسل من نحل العسل الشرقي. كما تم إضفاء الطابع الرسمي على عملية جمع العسل، بالإضافة إلى القاعدة الزراعية المتنامية في المنامة التي وفّرت العمل للفقراء في عجمان الساحلية حتى ثلاثينيات القرن الماضي.

## الطوابع

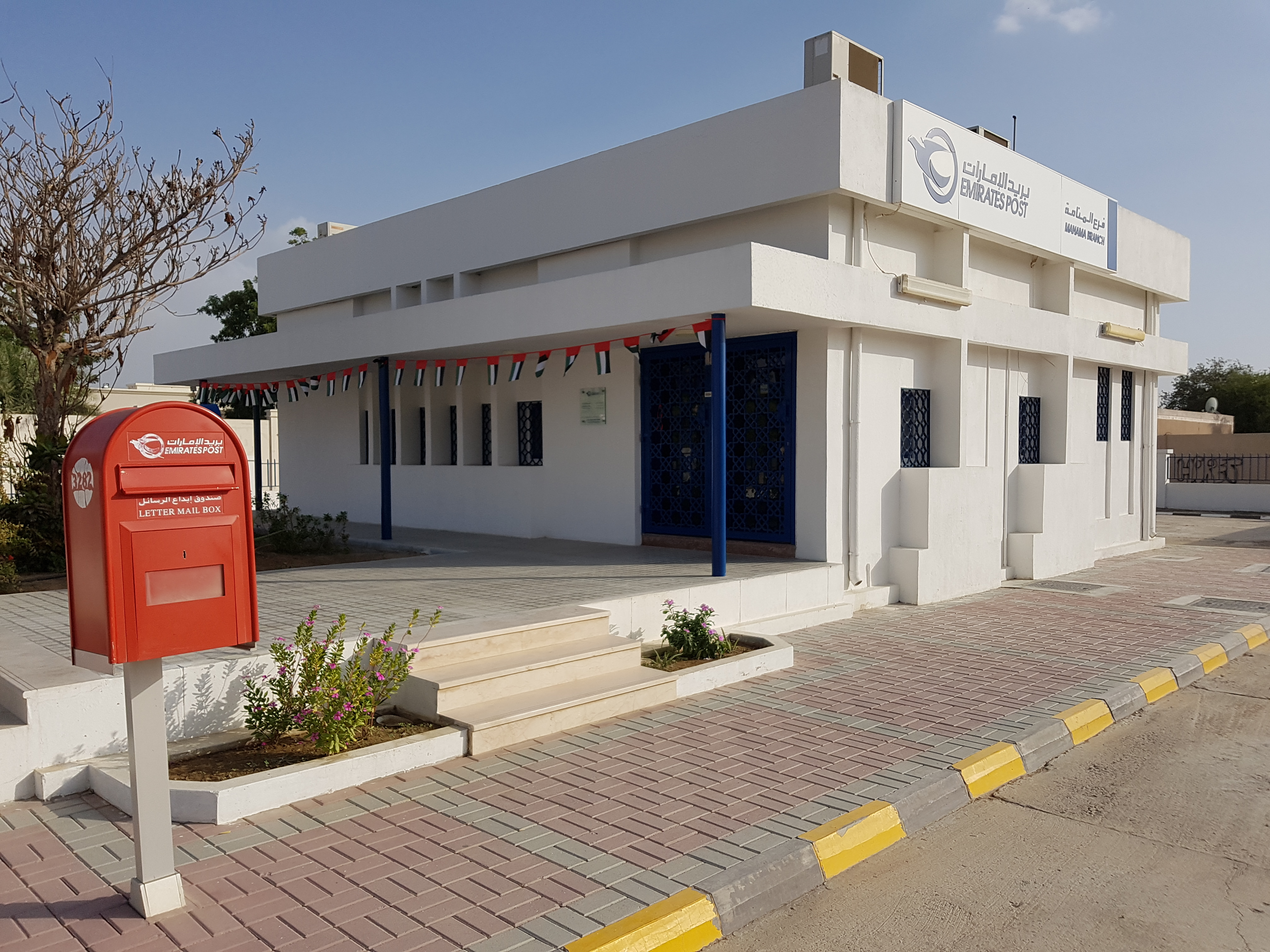
أصدر مكتب بريد المنامة، وهو اليوم فرع من فروع بريد الإمارات، في الأصل طبعات ضخمة من الطوابع في الستينيات.

في عام 1963، تنازلت بريطانيا عن مسؤوليتها عن الأنظمة البريدية في إمارات الساحل المتصالح. رأى رائد الأعمال والطوابعي الأمريكي، فينبار كيني، فرصة لإنشاء عدد من إصدارات الطوابع التي تستهدف سوق هواة جمع الطوابع المربحة، وفي عام 1964 أبرم صفقة مع عجمان التي تعاني من ضائقة مالية للحصول على امتياز إنتاج الطوابع للحكومة. قام كيني بشيء من التخصص من خلال توقيع هذه الصفقات، والتوقيع أيضًا مع حاكم الفجيرة في عام 1964 - والتورط في قضية رشوة في الولايات المتحدة بسبب تعاملاته مع حكومة جزر كوك.

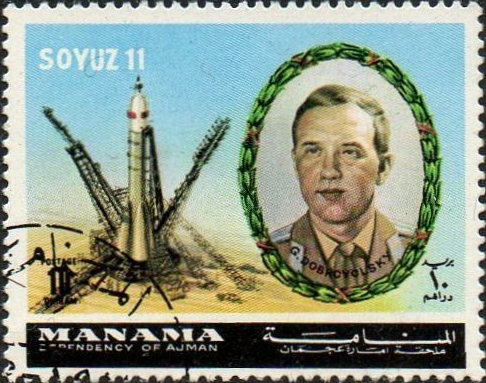
طابع صادر باسم المنامة عام 1972

أصبحت هذه الطوابع، المرسومة بألوان زاهية والتي لا علاقة لها بإمارة عجمان الفعلية (تضمنت الإصدارات «أبحاث الفضاء» و «دورة الألعاب الأولمبية بطوكيو») معروفة إلى جانب الطوابع التي أنتجتها الإمارات المتصالحة الأخرى في ذلك الوقت باسم «الكثبان الرملية». انتشارها في النهاية قلّل من قيمتها. ومن بين هذه الطبعات، عقب افتتاح مكتب بريد في المنامة في 5 يوليو 1966، تسع طبعات منشورة تحت عنوان «المنامة، التابعة لعجمان».